# Jacob Bekenstein
Jacob David Bekenstein (hebraisk: יעקב בקנשטיין, født 1. maj 1947 i Mexico by, død 16. august 2015, Helsinki) var en mexikansk-israelsk teoretisk fysiker som bidrog til grundlæggelsen af termodynamikken til sorte huller og til andre aspekter ved forbindelsen mellem information og gravitation.

## Udvalgte værker
- J. D. Bekenstein, Information in the Holographic Universe. Scientific American, Volume 289, Number 2, August 2003, p. 61.
- J. D. Bekenstein and M. Schiffer, "Quantum Limitations on the Storage and Transmission of Information", Int. J. of Modern Physics 1:355-422 (1990).
- J. D. Bekenstein, "Entropy content and information flow in systems with limited energy", Phys. Rev. D 30:1669–1679 (1984) Arkiveret 15. maj 2022 hos  Wayback Machine.